# (326152) 2012 BM58
(326152) 2012 BM58 es un asteroide perteneciente al cinturón de asteroides, región del sistema solar que se encuentra entre las órbitas de Marte y Júpiter.
Fue descubierto el 17 de enero de 1994 por el equipo del proyecto Spacewatch desde el observatorio Nacional de Kitt Peak.

## Designación y nombre
Designado provisionalmente como 2012 BM58.

## Características orbitales
(326152) 2012 BM58 está situado a una distancia media del Sol de 2,730 ua, pudiendo alejarse hasta 2,817 ua y acercarse hasta 2,644 ua. Su excentricidad es 0,032 y la inclinación orbital 2,893 grados. Emplea 1647,80 días en completar una órbita alrededor del Sol.

## Características físicas
La magnitud absoluta de (326152) 2012 BM58 es 16,77.